# سحلية مدرعة

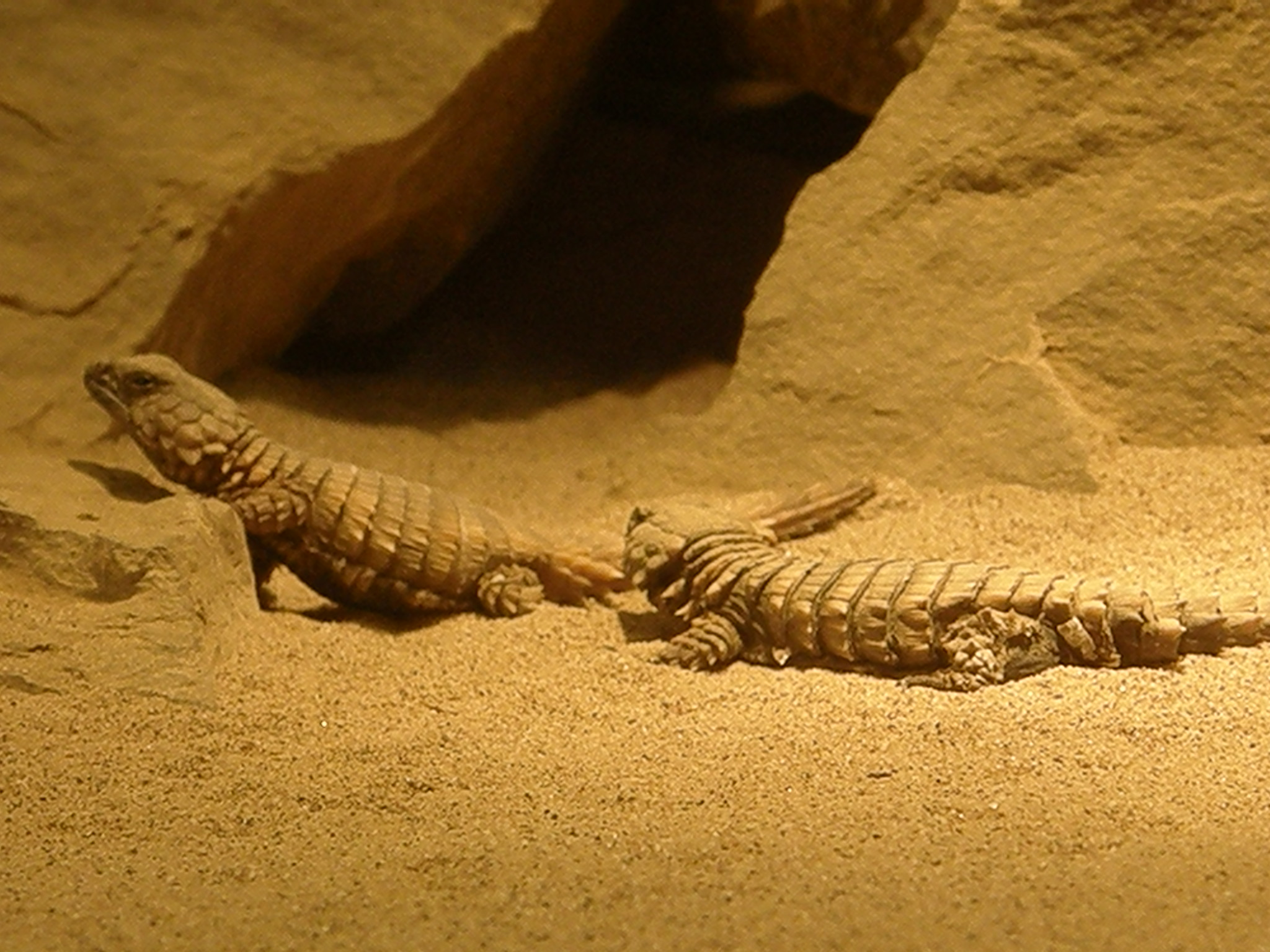
السحلية المدرعة

السحلية المدرعة armadillo girdled lizard (Cordylus cataphractus)، هي سحلية تستوطن المناطق الصحراوية في جنوب قارة أفريقيا. وتعرف أيضا باسم السحلية المشبكة التقليدية، السحلية المدرعة، السحلية المدرعة الذهبية ن والسحلية المدرعة ذات الذيل الشوكي.تتواجد السحلية المدرعة باللون البني الفاتح إلى البني الداكن حسب الأنواع الفرعية التي تنتمي إليها. وتتواد أيضاً باللون الأصفر المزركش بالأسود، وخاصة تحت الذقن. ويتراوح طولها بين 16 إلى 21 سم.تتغذى السحلية المدرعة على اللافقاريات الصغيرة مثل الحشرة والعناكب.تعض السحلية المدرعة ذيلها لكي تكور نفسها وتحمي نفسها من الأعداء بشكل أفضل.